# Przezchlebie (przystanek kolejowy)
Przezchlebie – nieistniejący przystanek osobowy w miejscowości Przezchlebie, w województwie śląskim, w powiecie tarnogórskim, w gminie Zbrosławice, w Polsce.